# Heteropoda maxima
Heteropoda maxima – gatunek dużego pająka z rodziny spachaczowatych (Sparassidae) występującego na terenie Laosu. Jest to największy ze wszystkich znanych spachaczowatych – długość tułowia dochodzi do 46 mm, a rozpiętość odnóży do 25–30 cm. Gatunek został opisany w 2001 roku przez Petera Jägera. Od innych pająków z rodziny Sparassidae odróżniają go znaczne rozmiary oraz budowa narządów płciowych. Nazwa gatunkowa maxima pochodzi od łacińskiego słowa „największa” i odnosi się do rozmiarów pająka. Wydłużone odnóża, obecność specjalnych włosków oraz ubarwienie sugerują, że Heteropoda maxima może prowadzić jaskiniowy tryb życia. Oczy tego pająka nie uległy jednak zredukowaniu. Budowa narządów płciowych Heteropoda maxima jest cechą plezjomorficzną wśród Heteropoda i sugeruje jego bazalną pozycję pośród gatunków należących do tego rodzaju.